# Numer rutingowy
Numer rutingowy - NR NP (ang. routing number) –  element numeracji telefonicznej służący realizacji uprawnień abonentów i użytkowników do przenoszenia przydzielonego numeru pomiędzy operatorami, stosowany w systemie sygnalizacji nr 7.
Format numeru rutingowego dla numerów geograficznych i niegeograficznych jest następujący:
NR NP (5 cyfr) = "C hex" + XYZT
gdzie:
- "C hex" oznacza cyfrę C zapisaną szesnastkowo
- XY = AB = wskaźnik strefy numeracyjnej (X=1-9)
- ZT = numer HOST (HOST - ID) w danej SN (dla danego AB) - oznacza numer centrali telefonicznej obsługującej nową lokalizację abonenta z przeniesionym numerem

lub
- XYZT - numer operatora (X=0).

Do obsługi numerów geograficznych przydziela się jeden numer NR NP identyfikujący centralę telefoniczną lub inny węzeł sieci telekomunikacyjnej obsługujący grupę logicznie połączonych central właściwych dla lokalizacji, w której abonent z przeniesionym numerem został przyłączony do publicznej sieci telefonicznej.
Do obsługi numerów niegeograficznych przydziela się jeden numer NR NP identyfikujący sieć telekomunikacyjną. 
Numery rutingowe są przydzielane przez Prezesa UKE na wniosek operatora i zamieszczane w tablicy zagospodarowania NR NP na stronie internetowej UKE.